# Linguaggio compilato
In informatica un linguaggio compilato è un linguaggio di programmazione implementato tramite un compilatore, un programma che converte il codice sorgente in codice macchina. Differisce dal linguaggio interpretato, in cui il codice è eseguito direttamente da un programma detto interprete.
Questo nome è vago e tecnicamente errato, perché ogni linguaggio può essere implementato sia con un compilatore, sia con un interprete. Inoltre, esistono e sono sempre più diffuse soluzioni miste, in cui un compilatore converte il codice in una forma intermedia (spesso detta bytecode), che viene interpretata o compilata in codice macchina a tempo di esecuzione da un compilatore just-in-time.

## Caratteristiche
Un programma compilato è generalmente autonomo, nel senso che non richiede che sia stato installato un secondo programma (l'interprete, appunto) per essere eseguito. Tuttavia, può richiedere che siano installati altri programmi e librerie per svolgere i propri compiti.

Un'altra conseguenza dell'assenza di interprete è il minor "peso" a tempo di esecuzione, in termini di tempo e memoria. Pertanto, un programma compilato risulta mediamente più veloce. Tuttavia, la differenza reale dipende dalle caratteristiche della macchina e dell'interprete utilizzato.

Al tempo dei primi PC, le CPU erano straordinariamente deboli e lente. Il vantaggio, in termini di velocità di esecuzione del programma, era assolutamente significativo e critico (secondi invece che minuti). Con i PC attuali e in ambiente grafico, la differenza nella velocità di esecuzione che passa fra l'esecuzione di un programma compilato o interpretato rimane proporzionalmente la stessa, ma è praticamente inavvertibile (decimi di secondo invece che centesimi di secondo).
Il codice oggetto è praticamente immodificabile: non è possibile modificarlo per errore, ed è molto difficile modificarlo deliberatamente per ottenere una diversa esecuzione del programma.

Inoltre, il codice oggetto è incomprensibile all'uomo. Ciò si rivela utile quando il programma è coperto da copyright: un programma compilato può essere copiato illecitamente da chiunque, ma per analizzare le idee che il programma contiene è necessario un lavoro di decompilazione.
In termini di rapidità di debugging e di modifica del programma, la differenza tra compilatore e interprete è notevolissima.
Non è possibile lanciare il programma eseguibile su un computer su cui non è installato un interprete per il linguaggio in uso.
I linguaggi compilati rimangono di scelta in tutti gli ambiti in cui la velocità di esecuzione del software è fondamentale, deve essere monitorata, dove vengono sfruttate a fondo le risorse hardware, o le stesse sono limitate (applicazioni embedded, real time, videogiochi, multimedia).
In questi casi si rinuncia alla relativa facilità di realizzazione del software con linguaggi interpretati, in cambio di maggior controllo delle risorse offerte dai linguaggi compilati.